# DB Regio Ostbayern
Die DB Regio Ostbayern war ein Subunternehmen der DB Regio AG in Ostbayern im Geschäftsbereich der DB Regio Bayern. Sitz der DB Regio Ostbayern war Regensburg. Zum 1. Oktober 2010 hat DB Regio Ostbayern den nördlichen Teil des Aufgabenfeldes an DB Regio Nordostbayern und den südlichen Teil an DB Regio Oberbayern abgegeben und ist somit nicht mehr existent.

## Strecken
Die DB Regio Ostbayern bediente unter anderem die Bahnstrecken:
- Passau – Plattling – Landshut – München (Donau-Isar-Express)
- Nürnberg – Regensburg – Landshut – München
- Bogen – Straubing – Radldorf – Neufahrn (Niederbayern) (Bahnstrecke nach Bogen sowie Gäubodenbahn)

sowie
- Regensburg – Parsberg – Neumarkt / Regensburg – Straubing – Plattling / Regensburg – Eggmühl – Neufahrn

## Fahrzeuge
Eingesetzt wurden Lokomotiven der Baureihe 111 und Baureihe 218, die Elektrotriebwagen der Baureihe 440 und 425, Doppelstockwagen sowie klassische Silberlinge und als Dieseltriebzug die Baureihe 628.

## Zahlen und Fakten
Der Einzugsbereich von DB Regio Ostbayern umfasste 2,7 Mio. Einwohner. Die Fläche betrug 22,230 km². Das Streckennetz erstreckte sich über 864 Kilometer.